# Карабчиїв
Карабчи́їв — село в Україні, у Ружинській селищній територіальній громаді Бердичівського району Житомирської області. Населення становить 768 осіб (2001).

## Географія
Селом протікає річка Роставиця.

## Історія
Під час організованого радянською владою Голодомору 1932—1933 років померло щонайменше 272 жителі села.
12 червня 2020 року, відповідно до розпорядження Кабінету Міністрів України № 711-р «Про визначення адміністративних центрів та затвердження територій територіальних громад Житомирської області», територію та населені пункти Карабчиївської сільської ради Ружинського району включено до складу Ружинської селищної територіальної громади Бердичівського району Житомирської області.

## Відомі люди
- Передрій Валерій Іванович (* 1963) — учасник Афганської війни 1979—1989 років.
- Пшеничний Гордій Семенович (1914—1994) — архівіст.

## Галерея

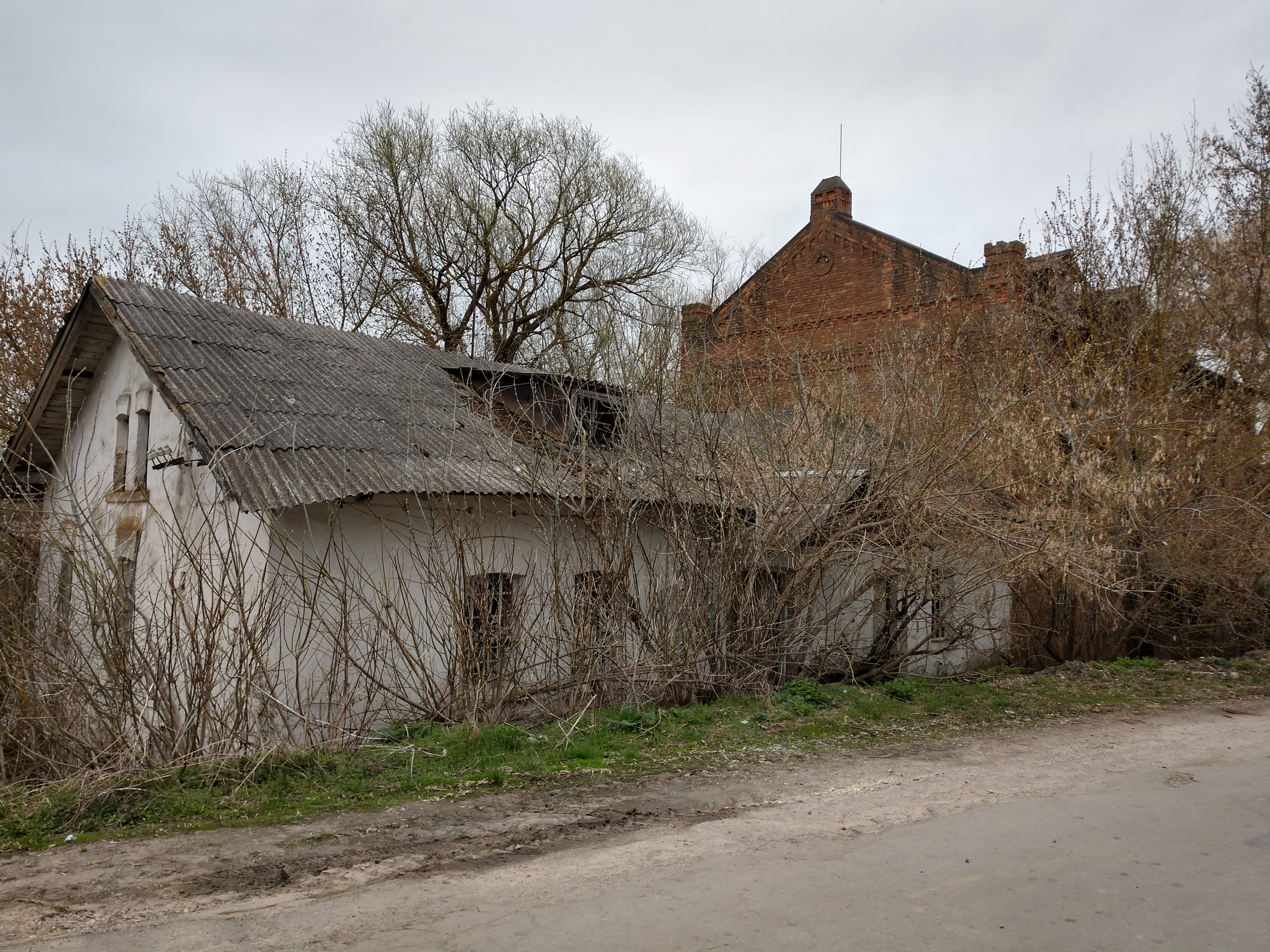
С. Карабчиїв, комплекс млинів
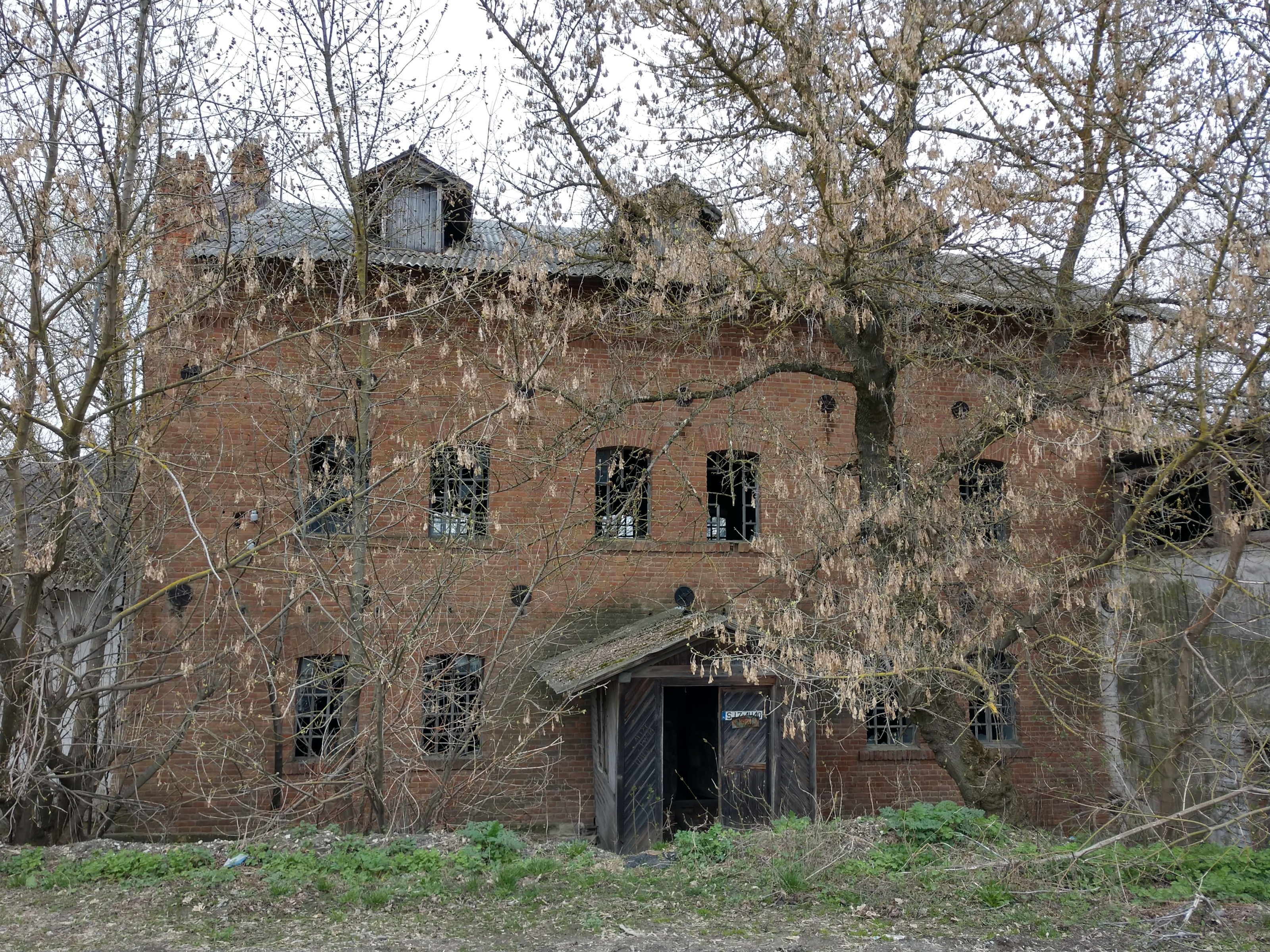
С. Карабчиїв, комплекс млинів